# Heure-le-Romain
Heure-le-Romain (Nederlands: Romaans-Heur, Waals: Eure-li-Romin) is een plaats en deelgemeente in de Belgische provincie Luik. Heure-le-Romain was een zelfstandige gemeente tot 1 januari 1977 en  maakt sinds de grote gemeentelijke herindeling van 1977 deel uit van de gemeente Oupeye. 

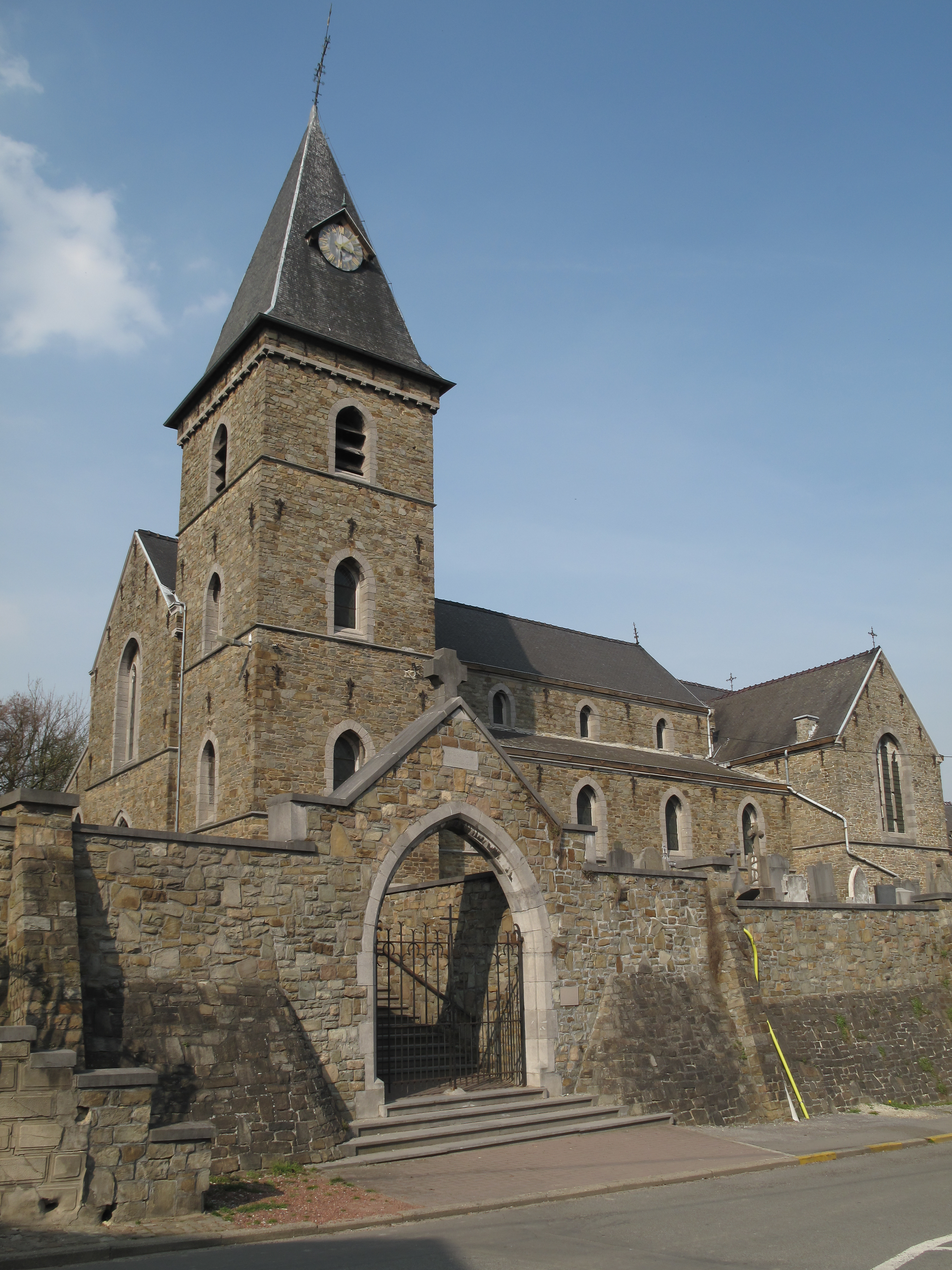
Heure le Romain, kerk

## Etymologie
Heure le Romain werd in het Latijn geschreven als: Ora Romana, ofwel Romaanse grens. De Nederlandse naam van de plaats is Romaans-Heur, als tegenhanger van Diets-Heur in de provincie Limburg.
Heure-le-Romain ligt tussen de Belgische stad Luik en de Nederlandse stad Maastricht.

## Demografische ontwikkeling
- Bronnen:NIS, Opm:1831 tot en met 1970=volkstellinge, 1976= inwoneraantal op 31 december

## Natuur en landschap
Heure-le-Romain ligt in de vallei van de Grand Aaz op een hoogte van ongeveer 100 meter, in Haspengouw.

## Bezienswaardigheden

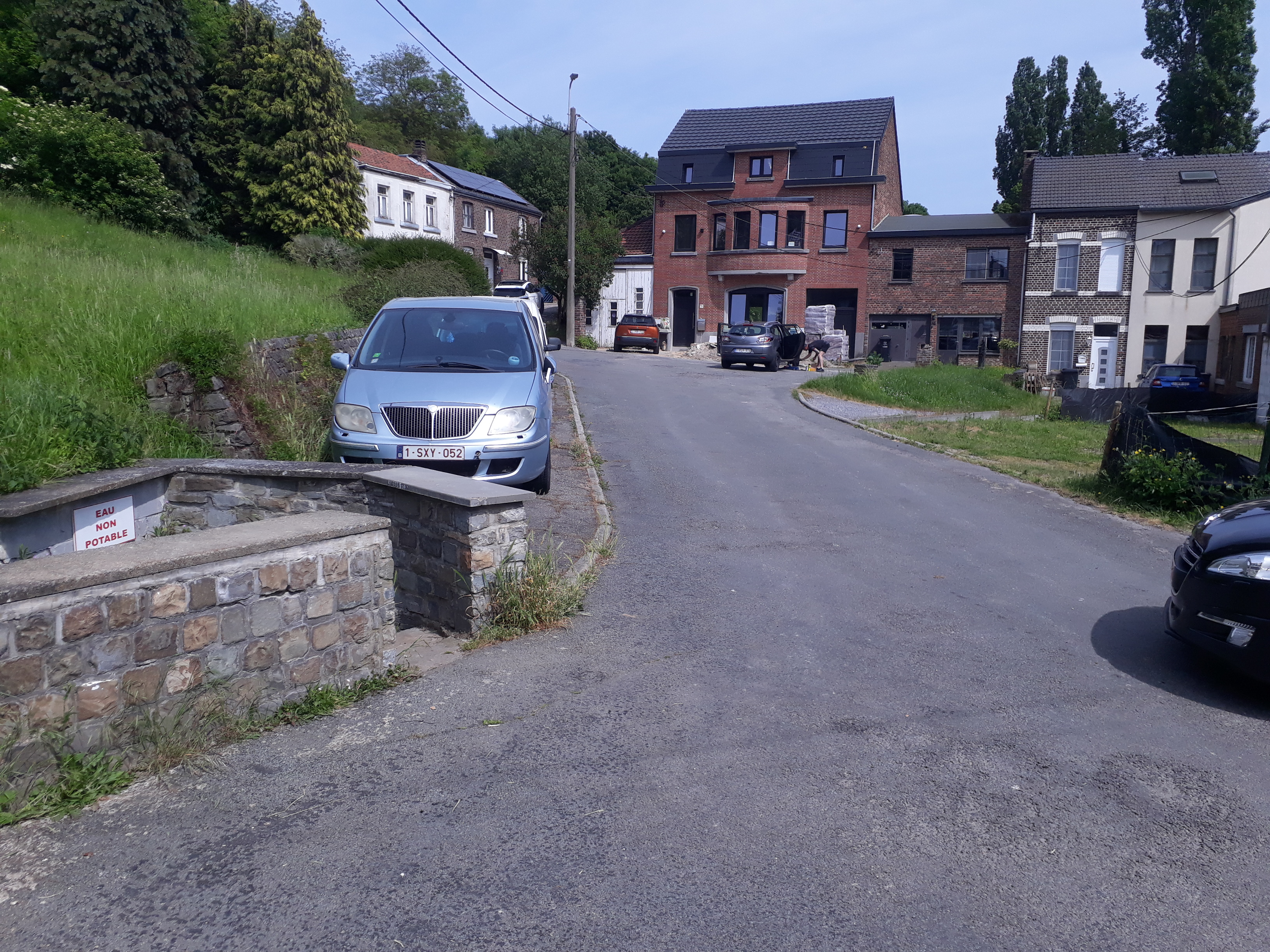
Wijk Fonteneu met links de bronnen

- De Sint-Remigiuskerk (Église Saint-Remy).
- Watermolens:
  - Moulin Grenade, op de Grand Aaz
  - Moulin d'Amry, op de Grand Aaz
  - Moulin Boulet, op de Grand Aaz

## Economie
Vroeger bestonden hier strovlechterijen en fabrieken van strooien hoeden. Deze zijn echter verdwenen.

## Nabijgelegen kernen
Haccourt, Houtain-Saint-Siméon, Hermée